# 斎藤アリーナ
斎藤 アリーナ （さいとう アリーナ、2000年2月3日 - ）は、日本のミュージシャン（歌手、ギタリスト）、動画クリエイター。本名、斎藤 安里奈 ダイアナ (Saito Alina Diana)。愛称は、ありーな。東京都出身。
父はオーストラリア人。一人っ子。天才てれびくんMAXに出演した元てれび戦士。『ムジカ・ピッコリーノ』（NHK Eテレ）で、10か国語の歌を歌い、ギターを演奏した。

## 略歴
- エイベックス・プランニング&デベロップメントに所属する。
- 2007年 - 斉藤安里奈名義で、クリスタルズのメンバーとしてCRYSTAL CHILDRENに参加。
- 2008年 - 『ニコ☆プチ』（新潮社）公開モデルオーディション特別賞を受賞する。
- 2011年 - エイベックス・アーティストアカデミー東京校を卒業する。
- 2012年1月 - レプロエンタテインメントに所属する。
- 2012年7月 - 斎藤 アリーナに改名。
- 2018年1月 - 学業を優先するため、契約が満了したレプロエンターテイメントと所属契約を終了した。
- 2018年 - 3月に高校を卒業して4月に音楽大学へ入学する[4]。
- 2020年 - TikTokで音楽系の動画投稿を始め、2022年頃から海外へ向けたショート動画の投稿を始める。
- 2023年 - YouTube Shortsで動画投稿を始め[5]、2024年4月現在のチャンネル登録者は750万人余である[6]。

## 人物
- EXILE「Choo Choo TRAIN」、「COTTON USAアワード」、水谷豊「TIME CAPSULEツアー2009」などでバックダンサー、ファッションショーとして活動した。
- 2015年5月に谷アミリアとの2人組デュオ「わらびもち」を結成し、路上ライブなどを行った。
- 好きな音楽はソウルとR&Bで好きな食べ物はパクチーである。

## 出演

### テレビドラマ
- 連続テレビ小説 あまちゃん（2013年、NHK）ベロニカ（GMT47ブラジル出身） 役[7]

### バラエティ
- 天才てれびくんMAX（2010年3月29日 - 2011年4月7日、NHK教育）てれび戦士 - 斎藤安里奈ダイアナ名義
- おはスタ（2011年、テレビ東京）

### その他のテレビ番組
- 3か月トピック英会話 英語で楽しむ!リトル・チャロ〜東北編〜（2012年7月4日 - 、NHK Eテレ） - 主演・チャロの声 役（英語版、Alina Saito名義）
- 3か月トピック英会話 英語で楽しむ!リトル・チャロ4〜英語で歩くニューヨーク編〜（2013年 - 、NHK Eテレ） - 主演・チャロの声 役（英語版、Alina Saito名義）
- ムジカ・ピッコリーノ（2013年4月 - 2017年10月、NHK Eテレ） - アリーナ・モンテヴェルディ 役
- ディズニー365（2015年4月6日 - 2019年6月30日 、ディズニー・チャンネル・ディズニーXD） - MC
- Break Out（テレビ朝日） - MC

### CM
- 東洋水産「Smiles for All」（2009年 - ） - サウンドロゴナレーション[8]

## 舞台
- ブーフーウーファッションショー（2006年）モデル
- 東方神起「Together」（2007年）バックコーラス
- レインボーマジック（2007年）
- 早見優クリスマスライブ（2008年）
- 西友GEORGEファッションショー（2009年）モデル

## 著書

### 雑誌連載
- 小学一年生（2008年、小学館）モデル
- VERY（2008年、光文社）モデル
- ゼクシィ（2008年、リクルート）モデル